# Prästeboda
Prästeboda är ett naturreservat i Tutaryds socken i Ljungby kommun i Kronobergs län.
Reservatet omfattar 78 hektar naturbetesmark, slåttermark, ädellövskog, blandlövskog och betad strandzon. Det är skyddat sedan 1970.
Prästeboda är en gammal gård som haft hagmarker och slåtterängar. Gården brukades fram till 1975 och ägarna ville att gården skulle bevaras som en gammal kulturgård. Därför donerades fastigheten till Svenska Alliansmissionen och lät en del av markerna få naturreservatets skydd. 
Själva gårdsmiljön är ålderdomlig med mangårdsbyggnad från 1700-talet. 

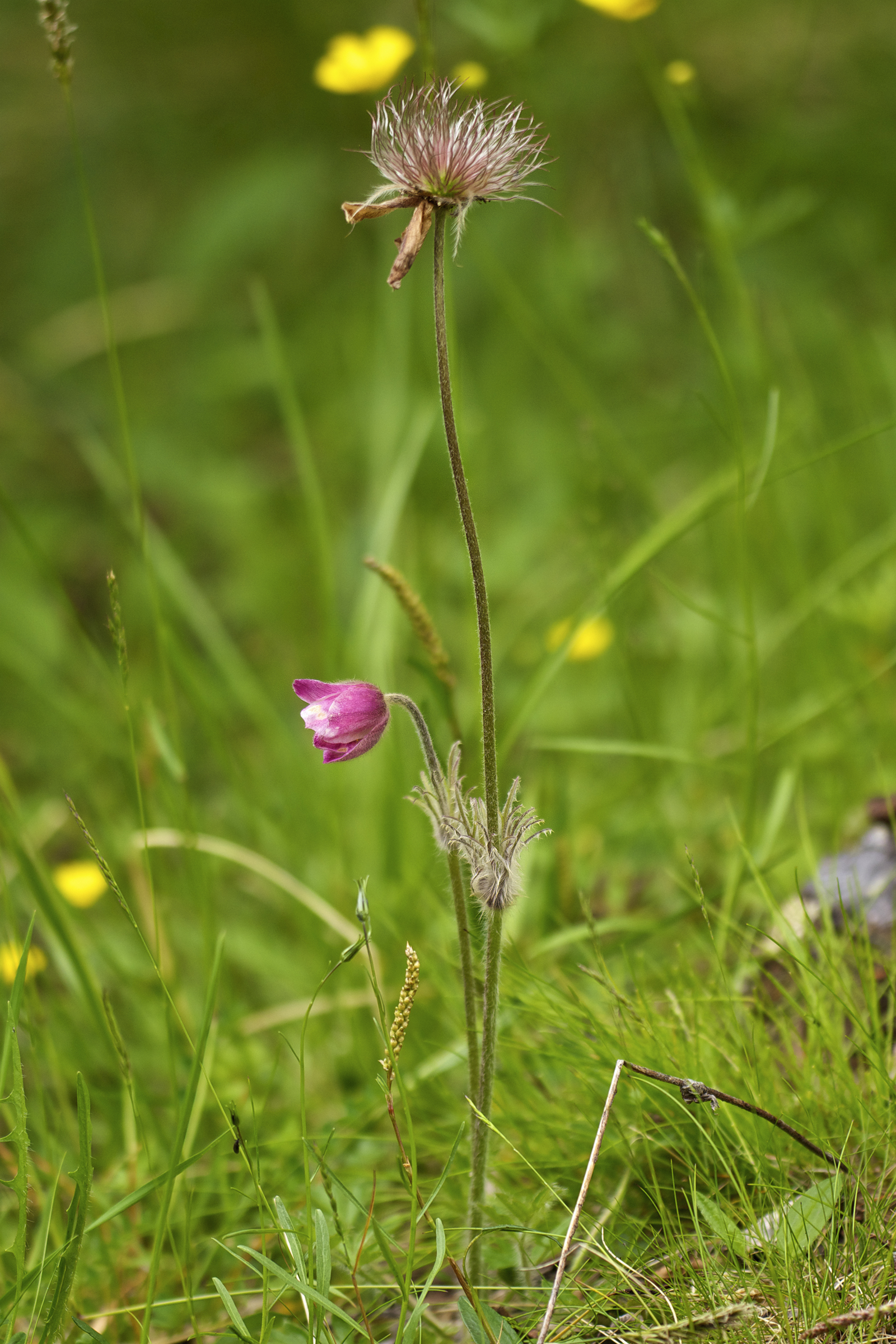
Mosippa

Där finns stenmurar, odlingsrösen, diken och gamla husgrunder men även alsumpskog partier av ädellövskog. Inom de varierade miljöerna finns ett rikt fågelliv med arter som kattuggla, sparvuggla, mindre hackspett, bivråk och rödstjärt.
Mot norr gränsar reservatet till Storesjö.